# Hertug af Ross
Hertug af Ross var en skotsk titel, der blev oprettet i 1488. Titlen var knyttet til landskabet Ross i det nordlige Skotland. 
Der har været to hertuger af Ross.
- 1488-1504: James Stewart (1476 – 1504), søn af Jakob 3. af Skotland og Margrete af Danmark (datter af Christian 1.).
- 1514-1515: Alexander Stewart, bror til Jakob 5. af Skotland og søn af Margaret Tudor og kong Jakob 4. af Skotland, barnebarn af Henrik 7. af England, Elizabeth af York, Jakob 3. af Skotland og Margrete af Danmark.